# Tommaso Visentin
Pour les articles homonymes, voir Visentin.
Pas d'image ? Cliquez ici

a Compétitions nationales et continentales officielles uniquement.

b Matchs officiels uniquement.
Tommaso Visentin, né le 30 mars 1974 à Trévise (Italie), est un joueur international italien de rugby à XV jouant au poste de centre.

## Biographie
Tommaso Visentin évolue au poste de centre, il mesure 1,80 m pour 84 kg. 
Il débute au Benetton Rugby Trévise.
Il a honoré sa première cape internationale le 16 janvier 1996 à Cardiff avec l'équipe d'Italie pour une partie perdue 31-26 contre le Pays de Galles.
Il est un des joueurs du Benetton Rugby Trévise qui a disputé le plus de matches en coupe d'Europe, 30 rencontres, toutes avec le Benetton, dont 26 en Coupe d'Europe de rugby à XV.

## Statistiques en équipe nationale
- 1 sélection.
- Sélections par année : 1 en 1996.
- Tournoi des Six Nations disputé : aucun.
- Coupe du monde de rugby disputée : aucune.

## Palmarès
- Champion d'Italie : 1997, 1998, 1999, 2001, 2003, 2004, 2006
- Vainqueur de la Coupe d'Italie : 1998, 2005